# Liga Europeia da EHF de Andebol Feminino
A Liga Europeia da EHF de Andebol Feminino é uma competição anual de clubes de andebol da Europa, sua primeira edição foi em 1981. Após a época de 2015-14, esta competição fundiu-se com a Taça dos Vencedores das Taças de Andebol Feminino da EHF. O ranking EHF decide quais as equipas que têm acesso à competição, e em que fase entram. Até à época 2020–21 teve a desginação de Taça EHF.

## Vencedores

### Taça IHF Feminina
| 1981–82 | Trešnjevka Zagreb        | 30-27 17-19 | Eglė Vilnius       | TSC Berlin            | Swift Roermond      |
| 1982–83 | Avtomobilist Baku        | 20-14 18-15 | Empor Rostock      | Topolniky             | Bakony Vegyész      |
| 1983–84 | Chimistul Râmnicu Vâlcea | 22–18 29–21 | VfL Oldenburg      | Iskra Partizánske     | Budapesti Spartacus |
| 1984–85 | Vorwärts Frankfurt       | 17-19 19-13 | Vasas Budapest     | Iskra Partizánske     | Lützellinden        |
| 1985–86 | HC Leipzig               | 16-22 25-15 | Debreceni VSC      | Druzstevnik Topolniky | Tyresö HF           |
| 1986–87 | Budućnost Titograd       | 21-23 34-27 | Start Bratislava   | Avtomobilist Baku     | Budapesti Spartacus |
| 1987–88 | Eglė Vilnius             | 34-20 22-32 | Budućnost Titograd | Belinka Ljubljana     | TSC Berlin          |
| 1988–89 | Chimistul Râmnicu Vâlcea | 26-18 21-26 | Eglė Vilnius       | Bayer Leverkusen      | Budapesti Spartacus |
| 1989–90 | Vorwärts Frankfurt       | 19-22 21-16 | Spartak Kiev       | Mureșul Târgu Mureș   | Budapesti Spartacus |
| 1990–91 | Lokomotiva Zagreb        | 19-11 19-20 | Bayer Leverkusen   | Frederiksberg         | Vorwärts Frankfurt  |
| 1991–92 | HC Leipzig               | 24-19 28-18 | Tempo Partizánske  | Kuban Krasnodar       | Zalău               |
| 1992–93 | Rapid Bucharest          | 28-16 22-24 | CSL Dijon          | Gjerpen               | Leipzig             |

### Taça EHF Feminina
| Ano     |                                         | Final                                   | Final                                   | Final                                   |                                         | 3º e 4º lugares                         | 3º e 4º lugares |
| Ano     | Campeão                                 | Resultado                               | 2º lugar                                |                                         |                                         | 3º e 4º lugares                         | 3º e 4º lugares |
| ------- | --------------------------------------- | --------------------------------------- | --------------------------------------- | --------------------------------------- | --------------------------------------- | --------------------------------------- | --------------- |
| 1993–94 | Viborg HK                               | 23–20 21–24                             | Debreceni VSC                           | Valencia Urbana                         | CSL Dijon                               |                                         |                 |
| 1994–95 | Debreceni VSC                           | 22–14 22–30                             | Baekkelagets Oslo                       | Buxtehuder SV                           | Slovan Duslo Sala                       |                                         |                 |
| 1995–96 | Debreceni VSC                           | 20–23 18–15                             | Larvik HK                               | Valencia Urbana                         | Istochnik Rostov                        |                                         |                 |
| 1996–97 | Robit Olimpija Ljubljana                | 26–18 26–30                             | Borussia Dortmund                       | Vasas SC                                | HC Oţelul Galaţi                        |                                         |                 |
| 1997–98 | Dunaferr SE                             | 26–22 34–27                             | HC SCP Banska Bystrica                  | HC Oţelul Galaţi                        | CB Elda Prestigio                       |                                         |                 |
| 1998–99 | Viborg HK                               | 21–24 28–21                             | Győri Graboplast ETO                    | Tertnes Idrettslag                      | GKS Piotrkovia                          |                                         |                 |
| 1999–00 | El Ferrobus Mislata                     | 24–22 18–19                             | Tertnes Idrettslag                      | Borussia Dortmund                       | Slovan Duslo Sala                       |                                         |                 |
| 2000–01 | MKS Montex Lublin                       | 28–21 24–24                             | Podravka Koprivnica                     | DHC Slavia Praha                        | Zagłębie Lubin                          |                                         |                 |
| 2001–02 | FC Midtjylland Håndbold                 | 25–30 36–23                             | Győri Graboplast ETO                    | TV Giessen Luetzellinden                | Baekkelagets SK                         |                                         |                 |
| 2002–03 | Slagelse FH                             | 22–27 27–20                             | Dunaferr SE                             | Cornexi Alcoa                           | Motor Zaporozhye                        |                                         |                 |
| 2003–04 | Viborg HK A/S                           | 27–27 37–21                             | Győri Graboplast ETO                    | Nordstrand 2000, Oslo                   | Vag HK - Vipers Kristiansand            |                                         |                 |
| 2004–05 | Cornexi Alcoa                           | 21–27 28–19                             | Győri ETO Kezilabda Club                | HC Leipzig                              | FTC Budapest                            |                                         |                 |
| 2005–06 | FTC Budapest                            | 37–36 33–32                             | Podravka Vegeta                         | Debreceni VSC                           | Motor Zaporozhye                        |                                         |                 |
| 2006–07 | SC Zvezda Zvenigorod                    | 25–30 32–22                             | FC Midtjylland Håndbold                 | Orsan Elda Prestigio                    | TSV Bayer 04 Leverkusen                 |                                         |                 |
| 2007–08 | HC Dinamo Volgograd                     | 27–25 23–20                             | Itxako Navarra                          | Dunaferr SE                             | FC Midtjylland Håndbold                 |                                         |                 |
| 2008–09 | Itxako Navarra                          | 27–19 25–26                             | HC Leipzig                              | Rulmentul Braşov                        | HC Dinamo Volgograd                     |                                         |                 |
| 2009–10 | Randers HK                              | 20–22 30–24                             | Prosolia Elda                           | TSV Bayer 04 Leverkusen                 | Havre HAC                               |                                         |                 |
| 2010–11 | FC Midtjylland Håndbold                 | 26–24 21–28                             | Team Tvis Holstebro                     | VfL Oldenburg                           | Lada Togliatti                          |                                         |                 |
| 2011–12 | Lada Togliatti                          | 30–24 20–21                             | HC Zalău                                | KIF Vejen                               | Mar Alicante                            |                                         |                 |
| 2012–13 | Team Tvis Holstebro                     | 31–35 33–28                             | Metz Handball                           | HC Zalău                                | FC Midtjylland                          |                                         |                 |
| 2013–14 | Lada                                    | 36–25 32–32                             | Team Esbjerg                            | HC Astrakhanochka                       | Fehérvár KC                             |                                         |                 |
| 2014–15 | Team Tvis Holstebro                     | 33-20 22-33                             | Rostov-Don                              | Muratpaşa Bld. SK                       | Érd                                     |                                         |                 |
| 2015–16 | Dunaújváros                             | 26-28 29-21                             | TuS Metzingen                           | Randers HK                              | Corona Braşov                           |                                         |                 |
| 2016–17 | Rostov-Don                              | 28–25, 25–21                            | Bietigheim                              | Nykøbing                                | Metzingen                               |                                         |                 |
| 2017–18 | SCM Craiova                             | 22–26, 30–25                            | Vipers Kristiansand                     | Viborg HK                               | Kastamonu Belediyesi                    |                                         |                 |
| 2018–19 | Siófok KC                               | 21–21, 26–21                            | Team Esbjerg                            | Viborg HK                               | Herning-Ikast Håndbold                  |                                         |                 |
| 2019–20 | Cancelada devido à Pandemia de COVID-19 | Cancelada devido à Pandemia de COVID-19 | Cancelada devido à Pandemia de COVID-19 | Cancelada devido à Pandemia de COVID-19 | Cancelada devido à Pandemia de COVID-19 | Cancelada devido à Pandemia de COVID-19 |                 |

### Liga Europeia da EHF de Andebol Feminino
| Ano     | Final – Four (2020/21 - atualidade) | Final – Four (2020/21 - atualidade) | Final – Four (2020/21 - atualidade) | Final – Four (2020/21 - atualidade) | Final – Four (2020/21 - atualidade) | Final – Four (2020/21 - atualidade) | Final – Four (2020/21 - atualidade) | Final – Four (2020/21 - atualidade) |
| ------- | ----------------------------------- | ----------------------------------- | ----------------------------------- | ----------------------------------- | ----------------------------------- | ----------------------------------- | ----------------------------------- | ----------------------------------- |
| Ano     |                                     | Campeão                             | Resultado                           | 2º lugar                            |                                     | 3º lugar                            | Score                               | 4º lugar                            |
| 2020–21 | Nantes Atlantique                   | 36–31                               | Siófok                              | Minaur Baia Mare                    | 33–31                               | Ikast-Herning                       |                                     |                                     |
| 2021–22 | Bietigheim                          | 31–20                               | Viborg                              | Herning-Ikast                       | 29–28                               | Minaur Baia Mare                    |                                     |                                     |
| 2022–23 | Ikast                               | 31–24                               | Nykøbing Falster                    | Borussia Dortmund                   | 28–23                               | Thüringer HC                        |                                     |                                     |
| 2023–24 | Storhamar HE                        | 29–27                               | Gloria Bistrița                     | Neptunes de Nantes                  | 39–38                               | Dunărea Brăila                      |                                     |                                     |

### Por clube
| Clube                        | Campeão | Vice-Campeão | Ano campeão      | Ano vice-campeão       |
| ---------------------------- | ------- | ------------ | ---------------- | ---------------------- |
| Viborg HK                    | 3       | 1            | 1994, 1999, 2004 | 2022                   |
| Ikast                        | 3       | 1            | 2002, 2011, 2023 | 2007                   |
| Debreceni VSC                | 2       | 2            | 1995, 1996       | 1986, 1994             |
| Dunaújváros                  | 2       | 1            | 1998, 2016       | 2003                   |
| HC Leipzig                   | 2       | 1            | 1986, 1992       | 2009                   |
| Team Tvis Holstebro          | 2       | 1            | 2013, 2015       | 2011                   |
| CS Oltchim Râmnicu Vâlcea    | 2       | 0            | 1984, 1989       |                        |
| Vorwärts Frankfurt           | 2       | 0            | 1985, 1990       |                        |
| Lada Togliatti               | 2       | 0            | 2012, 2014       |                        |
| Eglė Vilnius                 | 1       | 2            | 1988             | 1982, 1989             |
| Budućnost Titograd           | 1       | 1            | 1987             | 1988                   |
| Itxako Navarra               | 1       | 1            | 2009             | 2008                   |
| Rostov-Don                   | 1       | 1            | 2017             | 2015                   |
| Siófok KC                    | 1       | 1            | 2019             | 2021                   |
| Bietigheim                   | 1       | 1            | 2022             | 2017                   |
| Trešnjevka Zagreb            | 1       | 0            | 1982             |                        |
| Avtomobilist Baku            | 1       | 0            | 1983             |                        |
| Lokomotiva Zagreb            | 1       | 0            | 1991             |                        |
| Rapid Bucharest              | 1       | 0            | 1993             |                        |
| Robit Olimpija Ljubljana     | 1       | 0            | 1997             |                        |
| El Ferrobus Mislata          | 1       | 0            | 2000             |                        |
| MKS Montex Lublin            | 1       | 0            | 2001             |                        |
| Slagelse FH                  | 1       | 0            | 2003             |                        |
| Cornexi Alcoa                | 1       | 0            | 2005             |                        |
| FTC Budapest                 | 1       | 0            | 2006             |                        |
| Zvezda Zvenigorod            | 1       | 0            | 2007             |                        |
| HC Dinamo Volgograd          | 1       | 0            | 2008             |                        |
| Randers HK                   | 1       | 0            | 2010             |                        |
| SCM Craiova                  | 1       | 0            | 2018             |                        |
| Nantes Atlantique            | 1       | 0            | 2021             |                        |
| Storhamar HE                 | 1       | 0            | 2024             |                        |
| Győri ETO KC                 | 0       | 4            |                  | 1999, 2002, 2004, 2005 |
| Podravka Koprivnica          | 0       | 2            |                  | 2001, 2006             |
| Empor Rostock                | 0       | 1            |                  | 1983                   |
| VfL Oldenburg                | 0       | 1            |                  | 1984                   |
| Vasas Budapest               | 0       | 1            |                  | 1985                   |
| Start Bratislava             | 0       | 1            |                  | 1987                   |
| Spartak Kiev                 | 0       | 1            |                  | 1990                   |
| Bayer Leverkusen             | 0       | 1            |                  | 1991                   |
| Tempo Partizánske            | 0       | 1            |                  | 1992                   |
| CSL Dijon                    | 0       | 1            |                  | 1993                   |
| Bækkelagets SK               | 0       | 1            |                  | 1995                   |
| Larvik HK                    | 0       | 1            |                  | 1996                   |
| Borussia Dortmund            | 0       | 1            |                  | 1997                   |
| HC SCP Banska Bystrica       | 0       | 1            |                  | 1998                   |
| Tertnes Idrettslag           | 0       | 1            |                  | 2000                   |
| Prosolia SIID Elda Prestigio | 0       | 1            |                  | 2010                   |
| HC Zalău                     | 0       | 1            |                  | 2012                   |
| TuS Metzingen                | 0       | 1            |                  | 2016                   |
| Vipers Kristiansand          | 0       | 1            |                  | 2018                   |
| Nykøbing Falster             | 0       | 1            |                  | 2023                   |
| Gloria Bistrița              | 0       | 1            |                  | 2024                   |

### Por país
| #     | País              | Campeões | Vice-campeões | Total Finais |
| ----- | ----------------- | -------- | ------------- | ------------ |
| 1     | Dinamarca         | 10       | 6             | 15           |
| 2     | Hungria           | 7        | 9             | 16           |
| 3     | Rússia            | 5        | 1             | 6            |
| 4     | Roménia           | 4        | 2             | 6            |
| 5     | Alemanha Oriental | 3        | 1             | 4            |
| 5     | Iugoslávia        | 3        | 1             | 4            |
| 7     | Alemanha          | 2        | 6             | 8            |
| 8     | União Soviética   | 2        | 3             | 5            |
| 9     | Espanha           | 2        | 2             | 4            |
| 10    | Noruega           | 1        | 4             | 5            |
| 11    | França            | 1        | 2             | 3            |
| 12    | Eslovênia         | 1        | 0             | 1            |
| 12    | Polónia           | 1        | 0             | 1            |
| 14    | Croácia           | 0        | 2             | 2            |
| 14    | Tchecoslováquia   | 0        | 2             | 2            |
| 16    | Eslováquia        | 0        | 1             | 1            |
| Total | Total             | 42       | 42            | 84           |